# Litla Risøy
Litla Risøy ou Litla Risøya est une île norvégienne du comté de Hordaland appartenant administrativement à Bømlo.

## Description
Rocheuse et en partie couverte d'arbres, à fleur d'eau, elle s'étend sur environ 114 m de longueur pour une largeur approximative de 48 m.